# کلئوبولوس

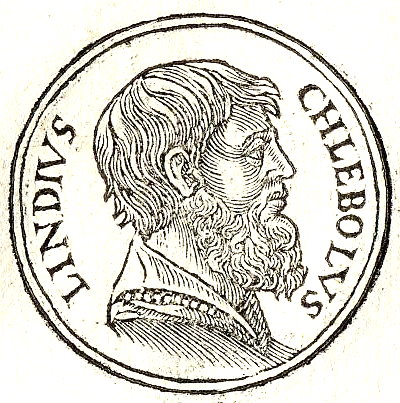
طرح‌نگاره‌ای از رُخ کلئوبولوس، شاعر اهل یونان

کلئوبولوس، (به یونانی: Κλεόβουλος) (سدهٔ ششم پ. م) فرزند یوئاگوراس، شاعرِ یونان باستان و از اهالی لیندوس یا کاریا بود. نامِ وی را در میانِ فرزانگان هفت‌گانهٔ یونان آورده‌اند. کلئوبولوس شعرهایی معمایی می‌گفت که شمارِ آنان به ۳۰۰۰ بیت می‌رسید. دیوگنس لائرتیوس می‌گوید شعری که بر مزارِ میداس نوشته‌شده را به کلئوبولوس نسبت می‌دهند. آن شعر از این قرار است:

«من، دوشیزه‌ای از مفرغ‌ام و بر مزار میداس جای گرفته‌ام.

تا آن‌گاه که آب‌ها فرو می‌ریزند و درختانِ سر برافراشته می‌رویند،

خورشید طلوع و غروب می‌کند،

و ماه نورافشانی می‌کند،

رودها در جریان‌اند و دریا، ماسه‌ها را می‌شوید،

من بر مزارِ اشک‌پوشِ او ایستاده‌ام و به ره‌گذران چنین می‌گویم:

میداس در این‌جا مدفون است.»

همچنین معمایِ زیر از وی به‌جای مانده است:
«پدری است که دوازده پسر دارد، هریک از آن‌ها، دوسی دختر با خصوصیاتِ مختلف دارد؛ برخی از دختران سفید و برخی سیاه‌اند؛ آن‌ها می‌میرند، اما باز ابدی‌اند.»
پاسخِ این معما «سال» است.
وی نامه‌ای نیز به سولون نوشته است که از این قرار است:
«از کلئوبولوس به سولون

تو هرجا رَوی دوست و سرپناهِ بسیار خواهی داشت؛ اما من می‌گویم بهترین مکان لیندوس است، که حکومتِ دموکراسی دارد. این جزیره در دریاهای شمالی قرار دارد و آن کس که آن‌جا زندگی می‌کند ترسی از پیسیستراتوس ندارد. دوستان از همه‌جا برای دیدن تو خواهند آمد.»
دیوگنس لائرتیوس می‌گوید که کلئوبولوس در هفتاد سالگی درگذشته است.

## قطعات به‌جای مانده
- «هنگام رفاه و آسایش، متکبر مباش و اگر دچار فقر شدی خوار و زبون مباش.»
- «این میل به خوراک و زیاده‌گویی است که بر موجوداتِ فانی حکم‌فرما است: اما در زمانِ مقتضی به سزایش می‌رسد.»
- «با فردی از طبقهٔ خود ازدواج کن؛ زیرا اگر از طبقه‌ای بالاتر همسر اختیار کنی، خویشانِ وی اربابانِ تو خواهند شد.»
- «هنگامی که سربه‌سر مردمان می‌گذارند، به قیمتِ رفتنِ آبروی آن‌ها به ایشان مخند، در غیر این صورت، نفرت آن‌ها را برای خود می‌خری.»[۳]